# Jean Genet
Jean Genet (født 19. december 1910, død 15. april 1986) var en fremtrædende, nogle gange berygtet, fransk skribent og senere politisk aktivist. Tidligt i sit liv var han vagabond og småforbryder. Senere i livet skrev han romaner, skuespil, poesi og essays deriblandt Matrosen og stjernen, Tyvens dagbog, Blomster til en forræder, Balkonen, The Blacks and The Maids.

## Liv
Genets mor var en ung prostitueret, der tog sig af ham i det første år af hans liv, inden hun bortadopterede ham. Herefter blev Genet opdraget i provinsen af en tømrer og hans familie, som ifølge Edmund Whites biografi var kærlige og omsorgsfulde. Selv om han opnåede fortrinlige karakterer i skolen, så omfattede hans barndom også en række forsøg på at løbe hjemmefra og tilfælde med mindre tyverier (selvom White også antyder, at Genets senere påstande om en bedrøvelig, forarmet barndom blev overdrevet for at tilpasse det hans forbryderimage). I alle tilfælde blev han til sidst indsat i ungdomsfængslet i Mettray.
I Rosenmiraklet, 1946, giver han en fiktiv beretning om denne periode med anholdelser, som endte, da han som 18-årig kom i hæren. Han fik dog her en uhæderlig afskedigelse pga. usømmelighed (efter at være blevet taget på fast gerning i en homoseksuel handling). Han havde herefter en periode som vagabond, bedrev mindre tyverier og arbejdede som prostitueret gennem Europa, hvilket han senere fiktivt fortæller om i Tyvens dagbog (1949). Efter at være vendt tilbage til Paris i 1937 blev han gentagne gange sat i fængsel for tyveri, uanstændig vagabonderen m.m. I fængslet skrev han sit første digt, "Le condamné à mort", som han lod trykke for egen regning. Her skrev han også romanen Blomster til en forræder (1944). I Paris opsøgte og introducerede han sig til Jean Cocteau, som var imponeret af hans skriverier. Cocteau brugte sine kontakter til at få Genets roman publiceret, og da Genet i 1949 efter tre domme blev truet med en dom på livsvarigt fængsel, sluttede Cocteau sig sammen med andre nøglefigurer så som Jean-Paul Sartre og Pablo Picasso og fik med succes bedt den franske præsident om benådning. Genet kom aldrig i fængsel igen.
I 1949 havde Genet færdiggjort fem romaner, tre skuespil og en række digte. Hans eksplicitte og ofte med fuldt overlæg provokerende portrættering af homoseksualitet og kriminalitetet var af en karakter, så hans værker i starten af 1950'erne blev bandlyst i USA. Sartre skrev en lang analyse om Genets eksistentielle udvikling med titlen Saint Genet, comédien et martyr (1952), hvilken uretmæssigt blev publiceret som det første bind af Genets komplette værker. Genet blev stærkt påvirket af Sartres analyse og skrev ikke i de kommende fem år. Mellem 1955 og 1961 skrev han tre skuespil mere samt et essay med titlen "What Remains of a Rembrandt Torn Into Four Equal Pieces and Flushed Down the Toilet". I denne periode blev han følelsesmæssigt knyttet til Abdallah, en linedanser. Efter en række uheld og Abdallahs selvmord i 1964 kom Genet ind i en periode med depression og selvmordforsøg.
I slutningen af 1960'erne – startende med en hyldest til Daniel Cohn-Bendit efter Majrevolten 1968 i Paris – blev Genet politisk aktiv. Han deltog i demonstrationer, der søgte at skabe opmærksomhed om immigranternes levevilkår i Frankrig. I 1970 inviterede De Sorte Pantere ham til USA, hvor han opholdt sig i tre måneder, mens han gav forelæsninger, mødte op til sagen mod deres leder, Huey Newton, og fik trykt artikler i deres tidsskrift.
Senere det år tilbragte han seks måneder i palæstinensiske flygtningelejre, hvor han i smug mødte Yasser Arafat nær Amman. Dybt rørt over sine oplevelser i Jordan og USA skrev Genet en sidste roman herom, A Prisoner of Love, som blev udgivet efter hans død. Genet støttede også Angela Davis og George Jackson såvel som Michel Foucault og Daniel Deferts Prison Information Group. Han arbejdede sammen med Foucault og Sartre for at protestere imod politivold mod algerier i Paris, et problem der havde været vedvarende siden Den Algeriske Uafhængighedskrig, hvor forslåede lig var at finde i Seinen. I september 1982 var Genet i Beirut, da massakrerne fandt sted i Sabra og Shatila palæstinentiske lejre. I reaktion derpå udgav Genet "Quatre heures à Chatila" (Fire timer i Shatila), en beretning om sit besøg i Shatila efter massakrerne.